# Het is een wonder
"Het is een wonder" (em português: "É um milagre") foi o tema para representar a Holanda no Festival Eurovisão da Canção 1981 cantado em neerlandês por Linda Williams (nome verdadeiro: Henriëtte Willems). O referido tema tinha letra de Bart van de Laar, música de Cees de Wit e foi orquestrada por Rogier van Otterloo.
A canção é uma balada, com Williams cantando sobre o encontro que o seu amado tinha tido com ela. Ela explica que não tinha sentido até àquele momento felicidade, mas que agora sentia-se muito feliz.
A canção neerlandesa foi a décima-primeira a ser interpretada (depois da canção espanhola e antes da canção irlandesa. A canção neerlandesa terminou em 9º lugar (20 países participantes), tendo recebido 51 pontos.